# Висока здравствена школа струковних студија Београд
Висока здравствена школа струковних студија једна је од државних високих школа у Београду и прва виша медицинска школа у Народној Републици Србији. Налази се у улици Цара Душана 254.

## Историјат
Виша медицинска школа Београд је основана 7. јануара 1958. и почела је са радом септембра исте године са задатком да образује кадрове више стручне спреме за рад у здравствено–социјалним установама, за организаторе патронажне службе, за рад на здравственом васпитању и за рад у хигијенској служби и санитарној инспекцији. Имали су два периода у свом раду, први је трајао до 1963. када је школа била интернатског типа и школовање је трајало три године, примани су само кандидати женског пола, неудате и са провером физичког и психичког здравља, укупно их је било 137 уписаних на одсецима Виша медицинска сестра и Виши санитарни техничар. Године 1964. је отворен одсек Виши физиотерапеут, а 1965. одсек Виши радни терапеут. Први студенти на групи Виши ортотичко–протетички техничари су уписани 1973—1974, а следеће године и први Виши рендген техничари. Одсек Виши дијететичар–нутрициониста је отворен 1987—1988, одсек Виши зубни техничар–протетичар 1990—1991. и смер Виши медицинско–лабораторијски техничар 1995—1996. Смер Виши естетичар–козметичар је отворен 1999—2000, а Виша стоматолошка сестра 2000—2001. Рад су отпочели у згради садашње Средње медицинске школе у Делиградској улици 31, затим су се преселили у улицу Војводе Миленка 33, па у улицу Панте Срећковића 2, а 1988. године су се настанили на данашњу адресу Цара Душана 254. Поседују библиотеку и читаоницу са фондом од преко 16.000 библиотечких јединица.